# Мевлуд Дудић
Мевлуд Дудић (Тутин, 27. јул 1966) јесте тренутни председник Мешихата Исламске заједнице у Србији.

## Биографија
Основну школу је завршио у Тутину, а средњу исламску школу „Алаудин медресу“ у Приштини. Матурирао је 1985. године. На Исламском теолошком факултету у Сарајеву дипломирао је 1989. године. Стекао је звање Професор исламских наука. Магистар постаје 2005. године одбраном рада на тему „Настанак и развој медресе у Новом Пазару" на Интернационалном универзитету у Новом Пазару. На истом Универзитету је докторирао 2007. године на тему „Улога сибјан-мектеба у очувању ислама у Санџаку“.
Од 2011. године му је почео други мандат на месту ректора Интернационалног универзитета у Новом Пазару. Године 2013, именован је за муфтију београдског. На изборима за главног муфтију Мешихата Исламске заједнице у Србији изабран је следеће године.
Поред матерњег, користи се и арапским, албанским и енглеским језиком. Ожењен је и отац четворо деце.